# Gillian Atkins
Gillian (Jill) Atkins (30. svibnja 1963.) je bivša engleska igračica hokeja na travi. 
Bila je članicom postave Uj. Kraljevstva koja je osvojila broncu na OI 1992. u Barceloni.

Ukupno je sudjelovala na tri uzastopne Olimpjiade, 1988., 1992. i 1996.
Kćer je engleskog nogometaša Denisa Atkinsa, igrača Huddersfield Towna i Bradford Cityja.

## Vanjske poveznice
- Baza podataka s OI-ja
- Britanski olimpijski odbor  Arhivirana inačica izvorne stranice od 31. kolovoza 2007. (Wayback Machine)